# Stegophylla mugnozae
Stegophylla mugnozae är en insektsart som beskrevs av Remaudière, G. och Quednau 1985. Stegophylla mugnozae ingår i släktet Stegophylla och familjen långrörsbladlöss. Inga underarter finns listade i Catalogue of Life.